# ソロアイドル
ソロアイドルとはアイドルの形態の一種。日本において複数人のメンバーから構成されるアイドルグループに対して、一人で活動するアイドルのことを指す。1980年代に全盛期を迎え、その後徐々に衰退した。2022年現在では、一部の地下アイドル等を除くと、メジャーシーンにおいては女性ソロアイドルはほぼ存在していない。

## 用例
「ソロアイドル」という言葉は遅くとも2012年には使用されている。
2010年代のグループアイドル全盛期におけるソロ活動をするアイドルを指すのみならず、ピンクレディーやキャンディーズといったグループに対して1980年代の「アイドル」を指しても用いられる。
アイドルグループの定着による「アイドル」に対するレトロニムでもある。
なお、グラビアアイドルは和製英語であり、女性のモデルの一種である。バラエティーアイドル（バラドル）はバラエティタレントのことであるから、タレントの一種である。よって本項におけるアイドル、ソロアイドルには原則として含まれない。

## 特徴
プロモーション上、様々な女性を広く浅くそろえるグループアイドルに対してソロアイドルは歌って踊るのみでなくそのアイドル独特の特徴を持つ必要があるとされる。ファンの好みが多様化する中で、グループアイドルに対抗して一人の個性で多数のファンを獲得することは難しいとされる。

## 歴史
1970年代後半のグループアイドルの時代と変わって、1980年代初頭はソロアイドル台頭の時代であった。1980年から1990年代に入りアイドルの「アーティスト化」が進むまでの約10年間はソロアイドル戦国時代とも称される。1980年にソロアイドルデビュー第一波、1982年に第二波があり、第二波でデビューした中森明菜・堀ちえみ・早見優らは特に「花の82年組」と呼ばれる。1980年代後半に入ると秋元康プロデュースのおニャン子クラブのヒットを契機として状況は一変する。おニャン子クラブの流行によりソロアイドルは淘汰され、ソロアイドルの大きな世代交代が発生した。また、おニャン子クラブの解散後は「アイドル冬の時代」と呼ばれ、ソロアイドルにも不遇の時代が続いた。
1990年代前半以降には安室奈美恵などの小室哲哉プロデュースのアーティスト系アイドルが興隆した。これはアイドル的ルックスを持ちつつ「歌手」として実力を持つ者であった。それまでアイドルの魅力とされた「未熟さ」は「幼稚さ」ととられるようになり、自ら作詞・作曲・歌唱を行ってこそまっとうなアーティストであると位置付けられ、高度な歌唱・ダンス能力を持ったアイドルが出現した。
一方、1998年にデビューしたモーニング娘。が台頭する。2000年代に入るとハロー!プロジェクトの人気が拡大し、他のアイドルは「00年代冬の時代」を経験することとなる。モーニング娘。がメンバーチェンジによってユニット名とタレントを分離可能とし、異例の長寿を獲得するのに対し、ソロアイドルはタレント個人のアイドルとしての寿命以外を持ちえなかった。松浦亜弥、藤本美貴以降はソロアイドル人気は下火となる。
特に2000年代には、浜崎あゆみ、宇多田ヒカル、椎名林檎、倉木麻衣、中島美嘉、BoA、愛内里菜、大塚愛、YUI、倖田來未、木村カエラ、伊藤由奈等といった、多数のソロ女性歌手による「歌姫」ブームが巻き起こったが、このようなアーティスト路線のソロ歌手の人気と入れ替わる形で、従来型の女性ソロアイドルは、メジャーシーンでは完全に衰退することとなった。
2000年代後半よりAKB48と派生グループが興隆したが、その一方で遅くとも2012年にはグループアイドルの飽和状態が指摘され、ソロアイドル回帰の動きがみられるようになる。2012年より講談社が開催しているアイドルコンテストである「ミスiD」は従前のアイドルとは一線を画す人間の内面にスポットがあてられたもので、ここでは小林司らによってソロアイドルの質的転換が図られている。
しかし、2010年代にメジャーシーンで活躍した女性ソロアイドルは秋元系グループからソロデビューした極一部のメンバーくらいであり、2020年代の現在でも相変わらず坂道グループやSTAR PLANET（旧 STARDUST PLANET）等のグループアイドルが全盛を極めているため、地下アイドルや歌手活動を行っている一部の女性声優等を除くと、メジャーシーンにおいては女性ソロアイドルはほぼ存在していない。

## 代表的な女性ソロアイドル
- 1970年代前半[8]
  - 山口百恵、桜田淳子、森昌子、南沙織、天地真理、小柳ルミ子、岡崎友紀、麻丘めぐみ、浅田美代子、伊藤咲子、アン・ルイス、アグネス・チャン、浅野ゆう子、林寛子
- 1970年代後半
  - 岩崎宏美、太田裕美、榊原郁恵、高田みづえ、大場久美子 、岡田奈々、木之内みどり 、石川ひとみ 、倉田まり子、石野真子、片平なぎさ、黒木真由美、山本ゆか里
- 1980年代前半[8]
  - 松田聖子、河合奈保子 、岩崎良美、柏原芳恵 、浜田朱里、中森明菜、小泉今日子、松本伊代、早見優、堀ちえみ、石川秀美 、北原佐和子 、新井薫子、三田寛子、岩井小百合、大沢逸美、森尾由美、桑田靖子、武田久美子、松本明子、菊池桃子、岡田有希子、長山洋子
- 1980年代後半[8]
  - 工藤静香、中山美穂、本田美奈子、荻野目洋子、斉藤由貴、南野陽子、浅香唯、西村知美、酒井法子 、井森美幸 、森口博子、芳本美代子、藤井一子、山瀬まみ 、小川範子 、田村英里子、森高千里、宮沢りえ、西田ひかる、川越美和、島崎和歌子
- 1990年代前半
  - 観月ありさ[8]、内田有紀、篠原涼子 、田中陽子、高橋由美子、桜井幸子、宍戸留美、西野妙子 、千葉麗子
- 1990年代後半
  - 安室奈美恵[8][7]、華原朋美、広末涼子[8]、鈴木あみ
- 2000年代前半
  - 松浦亜弥[8][6]、藤本美貴
- 2000年代後半
  - 真野恵里菜[6]

## 代表的な男性ソロアイドル
- 1970年代
  - 沢田研二、郷ひろみ、西城秀樹、野口五郎、にしきのあきら、あいざき進也、城みちる、太川陽介、豊川誕、野村将希、伊丹幸雄、荒川務、渋谷哲平、川崎麻世
- 1980年代
  - 田原俊彦、近藤真彦、野村義男、竹本孝之、沖田浩之、吉川晃司、風見慎吾、ひかる一平、堤大二郎、新田純一、嶋大輔、本田恭章 、清水宏次朗、高橋良明、木村一八、矢追幸宏、渡辺徹、山本陽一、中村繁之

## ローカルで活動する主な女性ソロアイドル
吉川友、夏目亜季、小池美由、寺嶋由芙、絵恋ちゃん、柊木りお、KOTO、みきちゅ、平野友里、空野青空、リナチックステイト、上月せれな、葉月、福永幸海、綾瀬理恵、百花繚乱、いずこねこ、里咲りさ、ひぜんりさ、まかべまお、キセキレイ、虹の架け橋 (アイドルグループ)、てのひらえる、ディアブルボア、Nina Pelea、 武藤彩未、みきちゅ、いずこねこ、姫乃たま、小桃音まい(元ソロアイドル)、空野青空(元ソロアイドル)、 るなっち☆ほし、2&、都築かな、まりえ(42)、仲村コニー、柳瀬蓉、HiKARu、星乃ちろる、池本真緒、神崎豊、柚希未結

## コンテスト
- アイドルソロクイーンコンテスト（2014年 - 現在） - 日本各地のソロアイドル日本一を決定する大会